# Años 570 a. C.
Los años 570 antes de Cristo transcurrieron entre los años 579 a. C. y 570 a. C. 

## Acontecimientos
- 579 a. C./578 a. C.? — Asesinato de Tarquinio Prisco. Servio Tulio le sucede como rey de Roma (fecha tradicional).
- 575 a. C.: 
  - Comienza la cultura ibera en la península ibérica.
  - Construcción de la Puerta de Istar en Babilonia.
  - Fundación de Emporion (hoy Ampurias, España) por griegos procedentes de Focea.
  - Nabucodonosor II conquista los territorios fenicios. Tratado de Tiro después de catorce años de asedio (585-572 a. C.). Después de la toma de Tiro, comienza la decadencia fenicia en Occidente. Málaga pasa a ser sobre el 570 a. C. dominada por los cartagineses.
  - Se inicia la construcción de la muralla interior de Babilonia. Flanquea la vía procesional, tiene ocho grandes puertas y está revestida de ladrillos vidriados en los que se modelaron más de 700 toros, dragones y leones.[1]
- 573 a. C. — Se fundan los Juegos Nemeos en Nemea (fecha tradicional).
- 572 a. C. — Fallecimiento del rey Jian de Zhou, rey de la dinastía Zhou de China.
- 571 a. C.: 
  - El rey Ling de Zhou se convierte en rey de la dinastía Zhou en China.
  - La ciudad fenicia de Tiro es sometida por Nabucodonosor II.[1]
- 570 a. C.: 
  - Amasis II sucede a Apries como rey de Egipto.
  - Se talla el Moscófono, escultura que representa a un joven que lleva en sus hombros a un ternero como sacrificio y muestra la "sonrisa arcaica", propia del arte griego antiguo.[1]

## Personas destacadas
- Nabucodonosor II (606-562 a. C.), rey de Babilonia.